# بهناز طاهرخانی
بهناز طاهرخانی (انگلیسی: Behnaz Taherkhani؛ زادهٔ ۱ خرداد ۱۳۷۴ در تاکستان) بازیکن فوتبال است که در تیم ملی فوتبال زنان ایران و باشگاه خاتون بم بازی می کند.